# Oude Cyriacuskerk (Düren-Niederau)
De oude rooms-katholieke Cyriacuskerk (Duits: Alte Cyriakuskirche of gewoon Alte Kirche) is gelegen aan de Cyriakusstraße in Niederau, een stadsdeel van Düren in de Duitse deelstaat Noordrijn-Westfalen.
In het begin van de 20e eeuw werd de oude Cyriacuskerk vervangen door de nieuwe, 200 meter verderop gelegen, neogotische Sint-Cyriacuskerk. Sinds het einde van de Eerste Wereldoorlog werd de oude kerk als vergaderingsgebouw voor katholieke verenigingen gebruikt. Omdat de "nieuwe" Sint-Cyriacuskerk in 2010 te groot bleek te zijn geworden, besloot de katholieke geestelijkheid, het oude kerkje met ingang van 2015 weer voor de eredienst te gaan gebruiken en de andere kerk de functie van grafkerk te geven.
Het kerkje werd in de 15e eeuw van ruwe zandsteen gebouwd, maar bezit nog oudere, 12e-eeuwse, romaanse romaanse delen. Het gebouw werd in de stijl van de gotiek gebouwd en heeft een 5/8 koorafsluiting. In het interieur bevindt zich nog het koorgestoelte uit de 18e eeuw. Het orgel stamt uit het jaar 1848.